# Monticello, Haute-Corse
Monticello (korziško U Munticellu) je naselje in občina v francoskem departmaju Haute-Corse regije - otoka Korzika. Leta 2007 je naselje imelo 1.665 prebivalcev.

## Geografija
Kraj leži na severozahodu otoka Korzike 70 km jugozahodno od središča Bastie.

## Uprava
Občina Monticello skupaj s sosednjimi občinami Corbara, L'Île-Rousse, Pigna, Sant'Antonino in Santa-Reparata-di-Balagna sestavlja kanton Île-Rousse s sedežem v Île-Rousse. Kanton je sestavni del okrožja Calvi.

## Zanimivosti
- župnijska cerkev sv. Sebastjana iz začetka 17. stoletja, francoski zgodovinski spomenik,
- cerkev sv. Frančiška Ksaverija, zgodovinski spomenik,
- botanični vrt Parc de Saleccia.